# Episodi di A casa di Raven (quinta stagione)
La quinta stagione  della serie televisiva A casa di Raven è stata trasmessa negli Stati Uniti d'America dall'11 marzo 2022 al 2 dicembre 2022 su Disney Channel.
| n° | Titolo originale               | Titolo italiano                      | Prima TV USA     | Prima TV Italia |
| -- | ------------------------------ | ------------------------------------ | ---------------- | --------------- |
| 1  | The Wrong Victor               | Ritorno a San Francisco              | 11 marzo 2022    |                 |
| 2  | The Big Sammich                | Rimettersi in forma                  | 18 marzo 2022    |                 |
| 3  | Escape from Pal-Catraz         | Fuga da Alcatraz                     | 25 marzo 2022    |                 |
| 4  | A Streetcar Named Conspire     | Un tram che si chiama complotto      | 1º aprile 2022   |                 |
| 5  | Clique Bait                    | Scuola di inganni                    | 8 aprile 2022    |                 |
| 6  | 21 lunch street                | Detective a mensa                    | 15 aprile 2022   |                 |
| 7  | Retreat Yourself               | Prendersi cura di sé                 | 22 aprile 2022   |                 |
| 8  | New Kid on the Chopping Block  | Un nuovo studente                    | 29 aprile 2022   |                 |
| 9  | Mr. Petracelli's Revenge       | La vendetta del professor Petracelli | 6 maggio 2022    |                 |
| 10 | Date Expectations              | Il ballo di inizio anno              | 13 maggio 2022   |                 |
| 11 | The Great Chill Grill Giveaway | Brivido alla serata quiz             | 10 giugno 2022   |                 |
| 12 | Truth or Hair                  | Verità o permanente?                 | 17 giugno 2022   |                 |
| 13 | Munch Ado About Lunching       | Indovina chi viene a pranzo?         | 24 giugno 2022   |                 |
| 14 | To Halve & Halve Not           | Incompatibili per incompatibilità    | 1º luglio 2022   |                 |
| 15 | The Fierce Awakens             | Sfida all'ultima posa                | 8 luglio 2022    |                 |
| 16 | The Grand Booker-Pest Hotel    | Il Gran Booker-Pest Hotel            | 15 luglio 2022   |                 |
| 17 | The Girl Who Cried Tasha       | La bambina che gridò Tasha           | 2 ottobre 2022   |                 |
| 18 | Tying the Astro-Knot           | Nozze spaziali                       | 7 ottobre 2022   |                 |
| 19 | Keeping It 100                 | Una torta a 100 piani                | 14 ottobre 2022  |                 |
| 20 | Stylin’ & Profilin’            | Un tipetto sospetto                  | 21 ottobre 2022  |                 |
| 21 | Big Burger, Small Fry          | Ragazzi e hamburger crescono         | 28 ottobre 2022  |                 |
| 22 | Raven and the Fashion Factory  | Raven e la casa di moda              | 4 novembre 2022  |                 |
| 23 | A Day Without Baxters          | Rinchiusi!                           | 11 novembre 2022 |                 |
| 24 | Bridge Over Troubled Daughter  | Un regalo clamoroso                  | 18 novembre 2022 |                 |
| 25 | A Country Cousin Christmas     | Un natale da cugina di campagna      | 2 dicembre 2022  |                 |